# 羅克韋爾 (北卡羅萊納州)
羅克韋爾（英語：Rockwell）是一個位於美國北卡羅萊納州羅恩縣的城鎮。

## 人口
根據2020年美國人口普查的數據，羅克韋爾的面積為4.79平方千米，皆為陸地。當地共有人口2302人，而人口密度為每平方千米481人。